# 취가정
취가정(醉歌亭)은 광주광역시 북구 충효동 광주호 옆 성안마을 뒷동산 동쪽에 있는 정자이다. 2014년 1월 9일 광주광역시의 문화재자료 제30호로 지정되었다.

## 개요
1890년 김덕령 장군의 후손 난실 김만식과 친족들이 충장공의 성장지에 지었다. 그 후 1950년 6·25 동란으로 불타버린 것을 난실의 후손인 김희준과 친족들이 1955년에 중건하였다. 정자의 이름을 취가정이라 한 것은 권필이 자신의 꿈에서 억울하게 죽은 김덕령 장군이 술에 취해 나타나 서로 시를 나누었는데 외로운 혼을 달래기 위해 읊은 〈취시가〉에서 유래한다.

## 지정 사유
취가정은 임진왜란 의병장 김덕령과 권필의 애끓는 사연이 녹아있고, 많은 선비들이 시문을 남기는 인문학적 배경과, 식영정, 소쇄원, 환벽당과 함께 경관적 가치를 공유하고 있다.

## 참고 자료
- 취가정 - 국가유산청 국가유산포털